# Robert John Braidwood
Robert John Braidwood (Detroit, 29 luglio 1907 – Chicago, 15 gennaio 2003) è stato un archeologo e antropologo statunitense.

## Biografia
Fu professore emerito dell'Istituto Orientale e del dipartimento di Antropologia all'Università di Chicago.
Il suo apporto all'archeologia ha riguardato particolarmente il Vicino Oriente antico e la sua protostoria, le prime culture umane, i Sumeri.
Molto precoce risulta il suo interesse per l'investigazione archeologica supportata dal recupero di DNA nel sangue rintracciato nei manufatti antichi. Caratterizzò inoltre le spedizioni da lui organizzate facendosi accompagnare da zoologi, botanici, geologi.